# 빈터투어
빈터투어(독일어: Winterthur)는 스위스 취리히주의 도시이다. 인구는 약 11만명 이상이며 인구상 스위스에서 6번째로 큰 도시이다. 광역권으로 확대하면 주민 14만명 이상으로 9번째로 큰 도시가 된다. 취리히에서 북동쪽으로 20km 떨어진 곳에 위치하며, 취리히 광역권 내에 서비스와 첨단 산업 위성도시이다.
공식 언어는 독일어이지만, 주로 말하는 구어는 현지 변종인 알레만 스위스 독일어 방언인 취리히 독일어이다. 현지 주민들은 빈티투어를 줄여서 ‘빈티’(Winti)라고 부르기도 한다.
빈터투어는 오늘날 서비스업과 첨단 산업의 중심지이지만, 많은 주민들은 빈터투어에서 열차로 18분 정도 걸리는 근린 도시인 취리히로 간다. 빈티투어는 독일, 이탈리아와는 직통 열차로 연결되어 있어서 취리히 공항으로 접근하기에 편리하며 지역 교통의 거점이기도 하다. 제네바에서 장크트마르그레텐까지 가는 A1 고속도로는 빈터투어에서 북쪽으로 샤프하우젠을 향하는 A4 고속도로와 연결되며, A7 고속도로는 크로이즐링엔에서 스위스-독일 국경과 가깝다. 투르벤탈과 같은 다른 장소로 연결되는 도로도 있다. 빈터투어역은 스위스에서 네 번째로 붐비는 기차역이며, 취리히에서 기차로 20분 거리에 있다.

## 지리

### 지형
빈터투어는 439m의 고도에 있다. 도시는 10km 후에 하이 라인(High Rhine)을 만나기 전에 토스강의 남쪽과 동쪽 분지에 위치해 있다. 작은 강인 오이라흐강(Eulach)은 도시의 동쪽 끝에서 도시의 중앙을 지나 도시의 서쪽 출구에서 토스강과 만나도록 흐른다. 이 때문에 이 도시는 구어체로 오이라흐슈타트(Eulachstadt)라고도 불리기도 한다. 취리히는 빈터투어에서 남서쪽으로 약 20km 떨어져 있다.

### 면적
2004-2009년 현재 빈터투어의 면적은 68.1k㎡이다. 24.8%는 농업용, 40.4%는 삼림, 33.6%는 정착지(건물 또는 도로), 1.1%는 불모지(강, 빙하 또는 산)이다. 1996년에는 주택과 건물이 전체 면적의 21.9%를 차지했고 교통 인프라가 나머지(9%)를 차지했다. 전체 비생산 지역 중 물(하천과 호수)은 면적의 0.6%를 차지했다. 2007년 기준으로, 전체 시정촌 면적의 27.6%가 일종의 건설 중이다.

## 인구통계
2020년 12월 31일 기준으로 빈터투어의 인구는 114,220명이었다.110,912 2007년 기준으로 인구의 23.6%가 외국인으로 구성되어 있다. 2008년 기준으로 인구의 성별 분포는 남성 48.6%, 여성 51.4%였다. 지난 10년 동안 인구는 10.4%의 비율로 증가했다. 2000년을 기준으로 인구 대부분은 독일어(83.0%)를 사용하며, 이탈리아어가 4.9%로 두 번째로 많이 사용되고, 알바니아어가 2.0%로 세 번째로 사용된다.
2018년을 기준으로 인구의 연령 분포는 어린이와 청소년(0~19세)이 전체 인구의 19.9%, 성인(20~64세)이 63.9%, 노인(64세 이상)이) 16.2%를 차지한다. 빈터투어에는 42,028가구가 있다.
2008년 기준으로 빈터투어에는 37,327명의 스위스 개혁 교회 교인(인구의 37.1%)과 26,995명의 가톨릭 신자(인구의 26.7%)가 있다. 다른 기독교 종교 중 326개(0.3%)는 루터교, 203개(0.2%)는 크리스찬 가톨릭 교회, 3141개(3.1%)는 기독교 정교회, 3,132개(3.1%)는 다른 기독교 종교이다. 나머지 인구 중 11,608명(11.5%)이 무슬림, 108명(0.1%)이 유대교, 1,359명(1.3%)이 다른 비기독교 신앙에 속했다. 16,779명(16.6%)은 무신론자나 불가지론자이거나 조직화된 신앙에 속하지 않았다.

## 경제

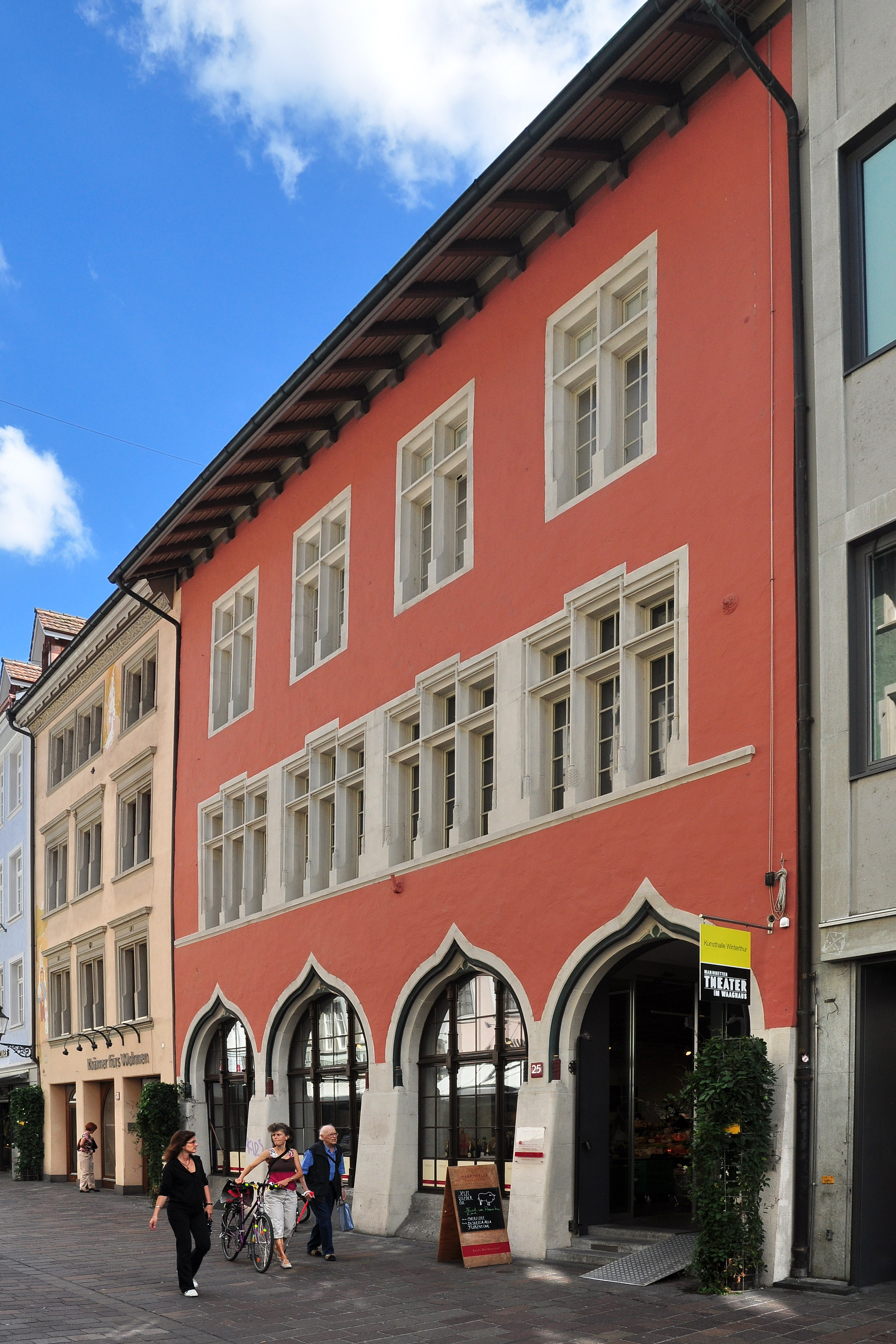
구시가지의 거리

역사적으로 빈터투어는 스위스 철도 산업의 중심지이자 산업 중심지였지만 철도 산업과 기타 중공업은 대부분 문을 닫았다. 가장 중요한 회사 중에는 오늘날의 슐저(Sulzer Ltd.)인 Sulzer AG (일반적으로 Sulzer로 약칭됨)인 Sulzer Brothers가 있다. 섬유 생산은 더 일찍 감소했다. 리터(Rieter) 섬유 기계 회사는 빈터투어에 있다.
스위스 최대 은행이자 세계 최대 은행 중 하나인 유니온 뱅크 오브 스위스 (Union Bank of Switzerland, UBS, 1998년 이후 UBS AG)는 빈터투어에 설립되었다.
란트보테(Landbote) 신문은 빈터투어에 위치하고 있으며 빈터투어 시의 공식 발행 기관인 빈터투어 슈타탄자이거(Winterthurer Stadtanzeiger)로도 활동하고 있다.
이전 모델 에코모바일(Ecomobile) 보다 앞선 모노트레이서(Monotracer)라는 완전히 밀폐된 “캐빈형 오토바이” 제조업체인 페라베스(Peraves)는 1980년대 초반부터 이러한 차량을 제조해 왔다. 2010년 페라베스는 모노트레이서의 전동 버전으로 Progressive Insurance Automotive X-Prize를 수상했다.
다른 상업 조직 중에서 빈터투어는 스위스 최대의 보험 회사인 빈터투어 인슈어런스의 본거지였다. 인수 전까지 이 회사는 스위스에서 가장 크고 유럽 상위 10위 안에 들었다. 2007년 1월 1일 빈터투어 회사는 프랑스 AXA 그룹에 인수되어 현재 AXA 빈터투어로 알려졌다.
2011년 현재 빈터투어의 실업률은 3.53%이다. 2017년 기준으로 1차 경제 부문에 185명이 고용되어 있고, 이 부문에 관련된 약 60개의 기업이 있다. 11,880명이 2차 부문에 고용되어 있고, 이 부문에 884개의 기업이 있다. 59,767명이 3차 부문에 고용되어 있으며, 이 부문에 6,983개의 기업이 있다.  2007년 기준 노동인구의 47.9%가 상근직이고 52.1%가 파트타임직이다.

## 교육
빈터투어에서는 인구의 약 70.7%(25세에서 64세 사이)가 비필수 고등교육 또는 추가 고등교육(대학 또는 응용학문대학)을 완료했다.
이 도시는 스위스에서 가장 큰 기술 학교인 Technikum 고등 교육 기관으로 유명하다. 이 연구소는 최근 취리히의 학교들과 협력하여 현재 Zürcher Hochschule für Angewandte Wissenschaften (ZHAW)로 알려져 있다.
로마 클럽의 본부는 빈터투어에 있다.
SIS 스위스 국제학교는 빈터투어에 캠퍼스를 유지하고 있다. 이전에 빈터투어에 위치한 국제 학교 빈터투어는 2015년에 폐쇄되었다.

## 교통

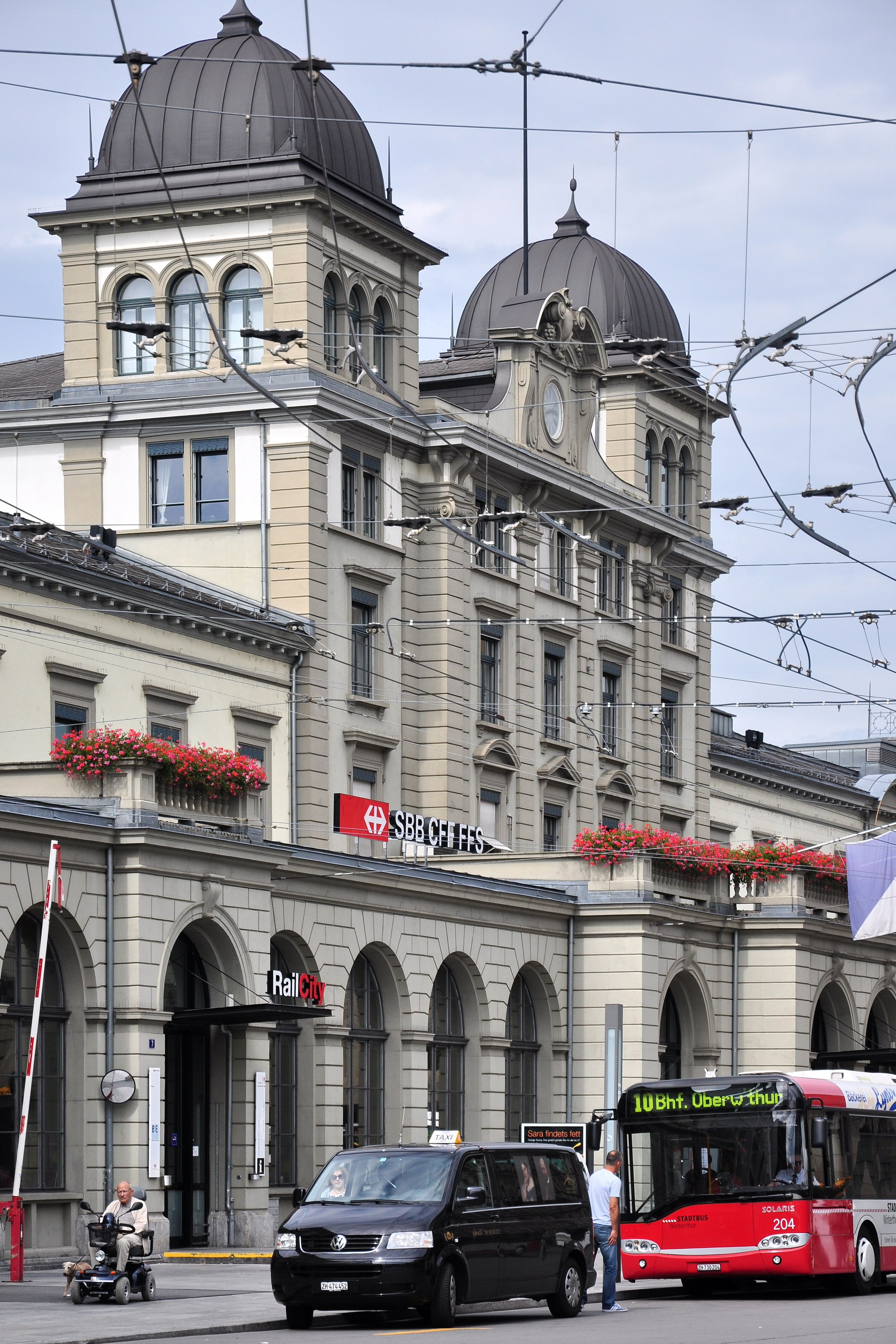
빈터투어역

중앙역인 빈터투어역은 하루 105,000명의 승객이 이용하는 스위스 철도 네트워크에서 가장 바쁜 역 중 하나이다. 이 도시는 취리히와 가까우므로 지역 취리히 S-반 네트워크를 통해 많은 기차가 운행된다. 뮌헨으로 가는 유로시티 서비스와 장크트갈렌, 콘스탄츠(Konstanz) 또는 로만스호른으로 가는 지역 열차도 이 역을 운행한다. 중앙역 외에도 오버빈터투어, 젠(Seen), 그뤼체(Grüze), 토스(Töss), 헤기(Hegi), 로이틀링겐(Reutlingen), 뷜플링겐(Wülflingen), 발뤼티(Wallrüti) 및 젠호프-카이부르크(Sennhof-Kyburg)이라는 역이 도시 내에 9개 더 있다.
지역 대중교통은 빈터투어 트롤리 버스 시스템을 포함한 12개의 시내버스 노선과 5개의 지역 버스 노선이 있는 슈타트버스(STADTBUS) 빈터투어에 의해 운영된다.
빈터투어에는 Hegmatten(LSPH)과 Speck(LSZK)의 두 지역 공항이 있다.

## 갤러리

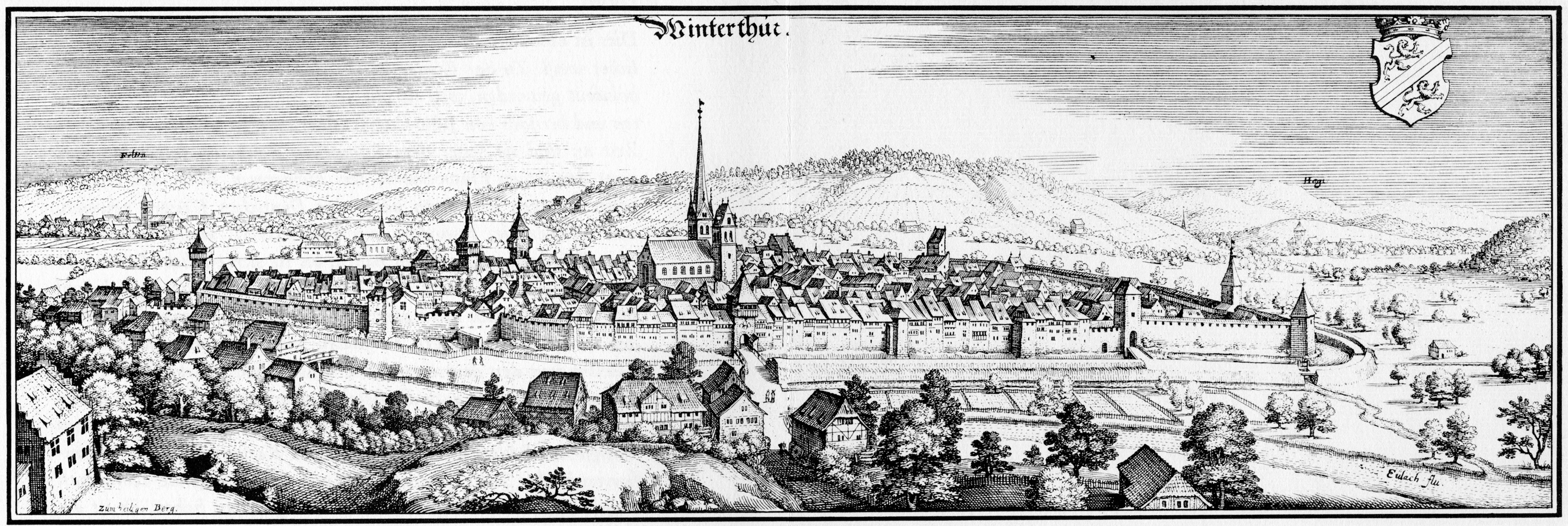
1642년 당시의 빈터투어
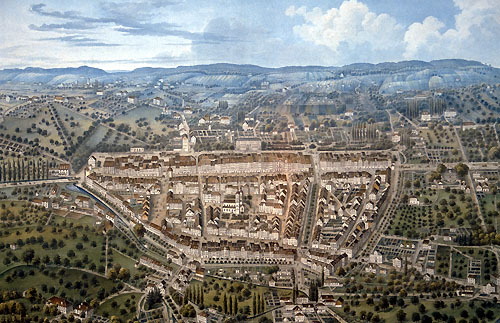
1850년 당시의 빈터투어
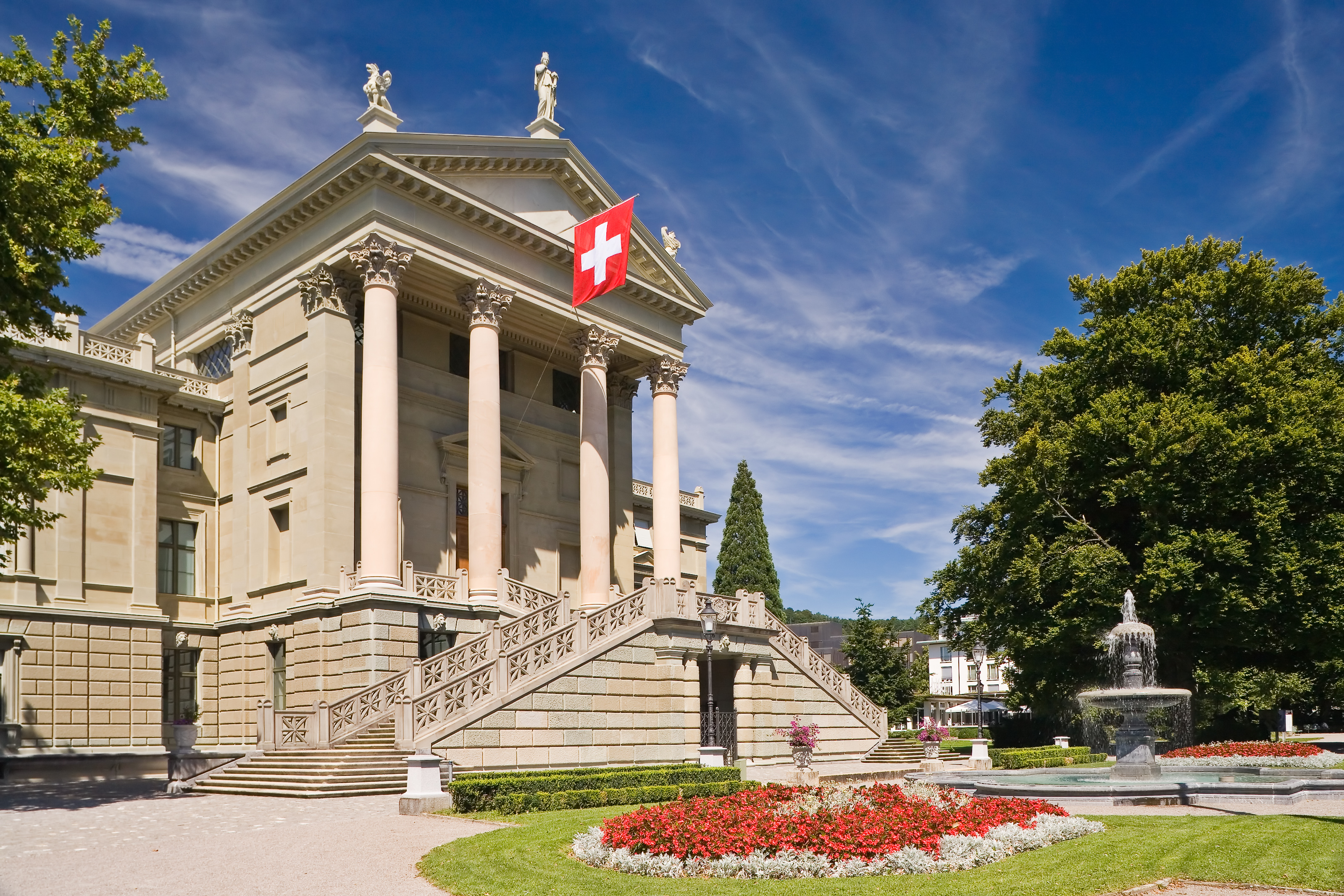
빈터투어 시청
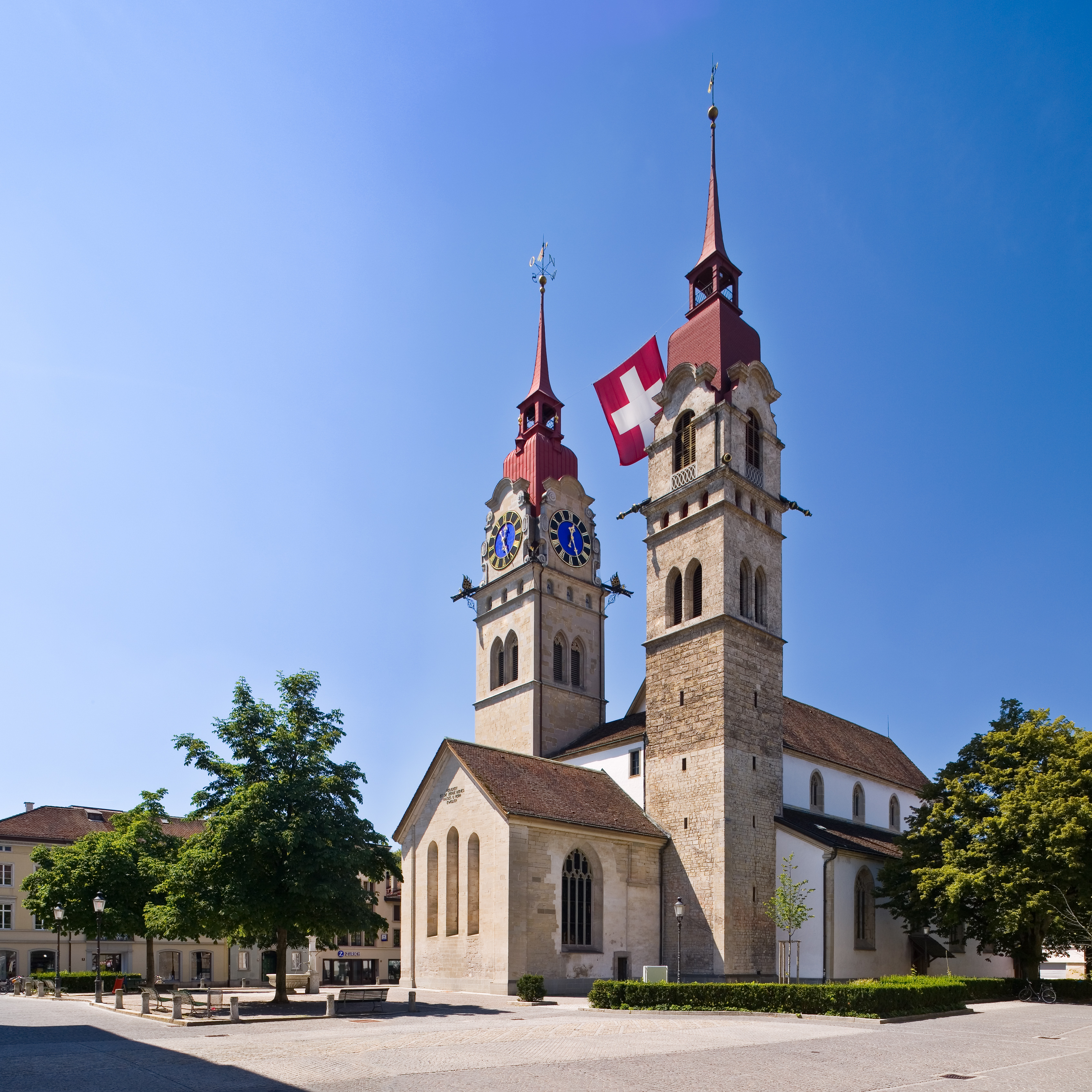
빈터투어 성당